# Caecidotea
Caecidotea är ett släkte av kräftdjur. Caecidotea ingår i familjen sötvattensgråsuggor.

## Dottertaxa tillCaecidotea, i alfabetisk ordning[1]
- Caecidotea acuticarpa
- Caecidotea adenta
- Caecidotea alabamensis
- Caecidotea ancyla
- Caecidotea antricola
- Caecidotea attenuata
- Caecidotea barri
- Caecidotea beattyi
- Caecidotea bicrenata
- Caecidotea bilineata
- Caecidotea bowmani
- Caecidotea brevicauda
- Caecidotea cannula
- Caecidotea carolinensis
- Caecidotea catachaetus
- Caecidotea chiapas
- Caecidotea circulus
- Caecidotea communis
- Caecidotea cumberlandensis
- Caecidotea cyrtorhynchus
- Caecidotea dauphina
- Caecidotea dentadactyla
- Caecidotea dimorpha
- Caecidotea extensolinguala
- Caecidotea filicispeluncae
- Caecidotea fonticulus
- Caecidotea forbesi
- Caecidotea foxi
- Caecidotea franzi
- Caecidotea fustis
- Caecidotea henroti
- Caecidotea hobbsi
- Caecidotea holsingeri
- Caecidotea holti
- Caecidotea incurva
- Caecidotea intermedia
- Caecidotea jordani
- Caecidotea kendeighi
- Caecidotea kenki
- Caecidotea laticaudata
- Caecidotea lesliei
- Caecidotea mackini
- Caecidotea macropropoda
- Caecidotea metcalfi
- Caecidotea mitchelli
- Caecidotea montana
- Caecidotea nickajackensis
- Caecidotea nodula
- Caecidotea nortoni
- Caecidotea obtusa
- Caecidotea occidentalis
- Caecidotea oculata
- Caecidotea packardi
- Caecidotea pasquinii
- Caecidotea paurotrigona
- Caecidotea phreatica
- Caecidotea pricei
- Caecidotea puebla
- Caecidotea racovitzai
- Caecidotea recurvata
- Caecidotea reddelli
- Caecidotea richardsonae
- Caecidotea rotunda
- Caecidotea salemensis
- Caecidotea scrupulosa
- Caecidotea scypha
- Caecidotea sequoiae
- Caecidotea serrata
- Caecidotea simonini
- Caecidotea simulator
- Caecidotea sinuncus
- Caecidotea spatulata
- Caecidotea steevesi
- Caecidotea stiladactyla
- Caecidotea stygia
- Caecidotea teresae
- Caecidotea tomalensis
- Caecidotea tridentata
- Caecidotea vandeli
- Caecidotea williamsi
- Caecidotea vomeri
- Caecidotea zullini